# Болотова Жанна Андріївна
Жанна Андріївна Болотова (* 19 жовтня 1941, курорт «Озеро Карачі», Чановський район, Новосибірська область, РРФСР) — радянська і російська акторка театру і кіно. Народна артистка РРФСР (1985).

## Біографія
В 1964 закінчила ВДІК (майстерня Сергія Герасимова і Тамари Макарової). Була акторкою Театру-студії кіноактора.
Дебютувала в кіно в 1957 році у фільмі режисерів Льва Куліджанова і Якова Сегеля «Дім, в якому я живу».
Лауреатка Державної премії СРСР (1977 — за фільм «Втеча містера Мак-Кінлі»).
Батько — Герой Радянського Союзу Андрій Іванович Болотов, мати — Зінаїда Юріївна Болотова.
Під час навчання у ВДІКу одружилася з художникою Миколою Двигубським, що приїхав з Франції. В кінці 1960-х пошлюбила кінорежисера і актора Миколу Губенка.
Булат Окуджава присвятив Жанні Болотовій свої пісні «Старий піджак», «За Смоленській дорозі», «Горить полум'я, що не чадить», «Маленька жінка».

## Творчість

### Фільмографія
- 1957 — Дім, в якому я живу — Галя Волинська
- 1962 — Люди і звірі — Таня Соболєва
- 1963 — Якщо ти маєш рацію... — Галя
- 1965 — Западня — Імоджин
- 1966 — Крила — Таня Петрухіна
- 1967 — Журналіст — Ніна
- 1967 — Перший кур'єр — Конкордія
- 1968 — 24-25 не повертається — Мара
- 1969 — Суворі кілометри — Таня Савицька
- 1969 — На шляху до Леніна — Олена Васильєва
- 1970 — Доля резидента — Юля
- 1970 — Карусель — Юлія Василівна
- 1972 — Любити людину — Таня Павлова
- 1973 — Мовчання доктора Івенса — Оранті
- 1974 — Якщо хочеш бути щасливим — Тетяна Родіонова
- 1975 — Втеча містера Мак-Кінлі — міс Беттл
- 1976 — Підранки — вчителька біології Алла Костянтинівна
- 1976 — Дні хірурга Мішкіна — Інна Мишкова
- 1977 — Зустріч на далекому меридіані — Рут Крейн, колишня дружина Реннет
- 1977 — Рудін — Олександра Павлівна Липина
- 1980 — З життя відпочивальників — Надія Андріївна
- 1980 — Сергій Іванович іде на пенсію — Олена, невістка
- 1981 — Небезпечний вік — Марія Василівна
- 1981 — Чорний трикутник — Роза Штерн
- 1982 — Хто стукає у двері до мене... — Соня
- 1983 — І життя, і сльози, і любов — Варвара Дмитрівна Волошина '
- 1988 — Заборонена зона — Третьякова
- 2005 — Піжмурки — викладачка